# Nesozineus clarkei
Nesozineus clarkei är en skalbaggsart som beskrevs av Maria Helena M. Galileo och Martins 2007. Nesozineus clarkei ingår i släktet Nesozineus och familjen långhorningar. Inga underarter finns listade i Catalogue of Life.